# 三王教堂 (法兰克福)

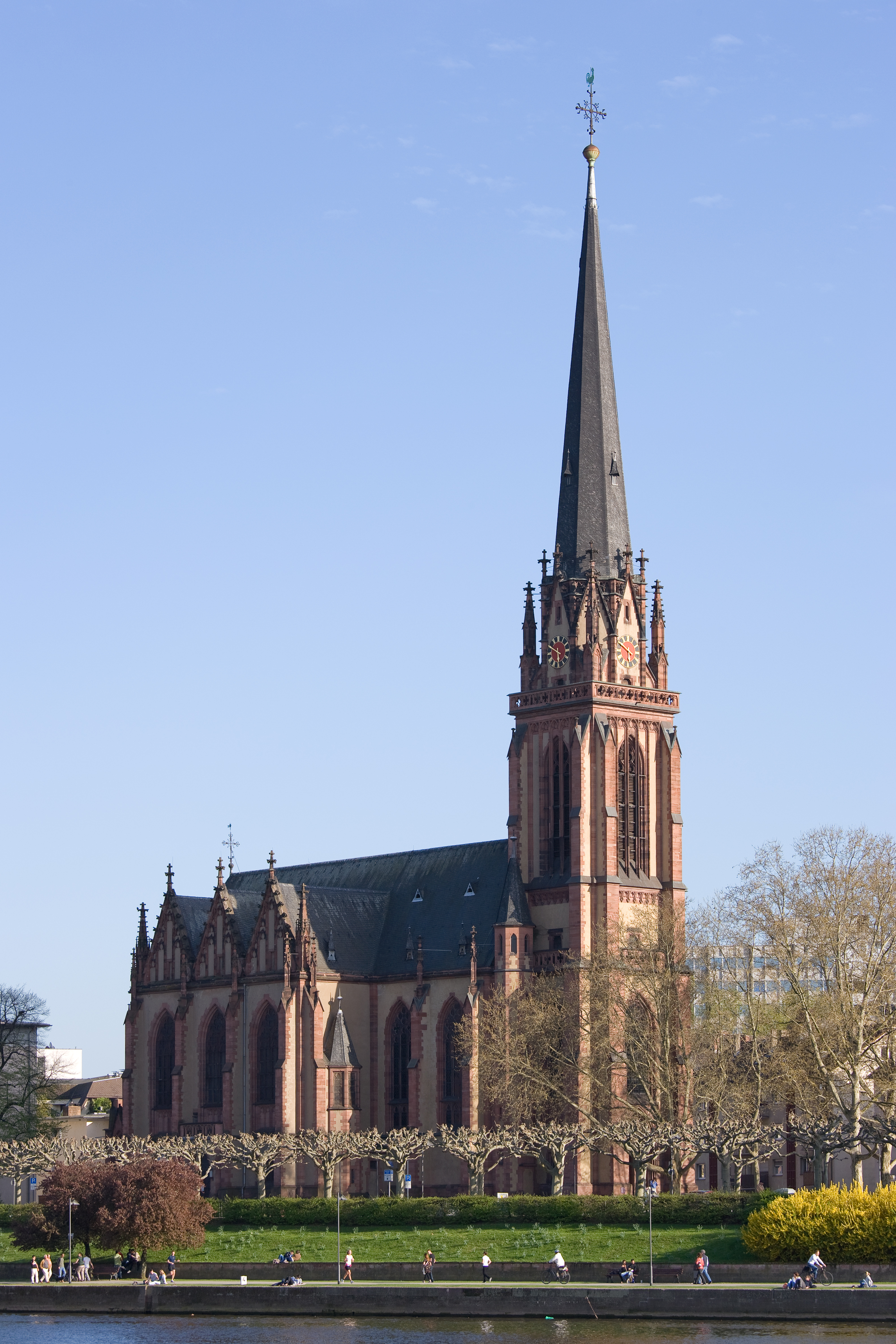

50°6′26″N 8°41′7″E / 50.10722°N 8.68528°E
三王教堂（德語：Dreikönigskirche）得名于东方三博士，是德国法兰克福的一座路德宗教堂，新哥特式风格，位于美因河南岸。
1338年，条顿骑士团在此建造哥特式小堂，供奉东方三博士，于1340年祝圣。1522年宗教改革后该堂成为新教教堂。1875-1881年，拆除旧堂，建造了新哥特式的砂岩教堂。1956年，增加了花窗玻璃。1961年，又安装了管风琴。